# Martha Zechmeister
Martha Zechmeister-Machhart (* 1956 in Kotting, Österreich) ist eine österreichische Theologin. Seit 2009 ist sie Professorin für systematische Theologie am Institut für Theologie der Universidad Centroamericana “José Simeón Cañas” in San Salvador, El Salvador.

## Leben und Wirken
Martha Zechmeister besuchte die Volksschule in Ober-Grafendorf und anschließend das Wirtschaftskundliche Realgymnasium in St. Pölten. Von 1974 bis 1979 studierte sie Theologie und Religionspädagogik an der Katholisch-Theologischen Fakultät der Universität Wien.
Nach ihrem Eintritt in die Congregatio Jesu (Maria-Ward-Schwestern) (1979) und dem Noviziat in Bamberg (1979 bis 1981) begann sie ein Doktoratsstudium an der Universität Wien, wo sie 1984 mit der Arbeit Die trinitarische Inspiration der Spiritualität des Ignatius von Loyola. Die Trinität – Quelle und Urbild christlichen Lebens zum Dr. theol. promoviert wurde. Anschließend arbeitete sie als Vertragsassistentin und ab 1987 als Universitätsassistentin am Institut für Fundamentaltheologie der Universität Wien.
1987 legte sie die Ewige Profess ab und absolvierte bis 1989 eine Ausbildung als Exerzitienbegleiterin.
In den folgenden Jahren übte sie mehrere Lehrtätigkeiten aus, so als Lehrbeauftragte für Fundamentaltheologie an der Philosophisch-theologischen Hochschule der Diözese St. Pölten, als Lehrbeauftragte für Spirituelle Theologie an der Katholisch-Theologischen Fakultät der Universität Innsbruck und als Gastprofessorin an der Universidad Centroamericana “José Simeón Cañas” in El Salvador.
1997 habilitierte sie sich an der Universität Wien mit der Arbeit Gottes-Nacht. Erich Przywaras Weg Negativer Theologie, für die sie den Kardinal-Innitzer-Förderungspreis für Theologie erhielt. Im selben Jahr wurde sie zur Außerordentlichen Universitätsprofessorin ernannt. Von 1999 bis 2008 war sie Professorin für Fundamentaltheologie an der Universität Passau. Seit 2009 ist sie Professorin an der Universidad Centroamericana “José Simeón Cañas” und dort seit 2012 Direktorin des Masterstudiengangs Teología Latinoamericana.
Martha Zechmeister war 1993 und 2002 Delegierte zur Generalkongregation der Congregatio Jesu, wo sie 1993 mit der Bearbeitung der Ordensdekrete beauftragt wurde. Von 2002 bis 2008 war sie Oberin der internationalen Studienkommunität der Congregatio Jesu in Passau. Seit 1996 gehört sie dem Redaktionskollegium der Zeitschrift für christliche Spiritualität Geist und Leben an. 2011 unterzeichnete Zechmeister das Memorandum Kirche 2011: Ein notwendiger Aufbruch.

## Schriften
- Mystik und Sendung. Ignatius von Loyola erfährt Gott. Echter, Würzburg 1985, ISBN 3-429-00964-2.
- Gottes-Nacht. Erich Przywaras Weg negativer Theologie. Habilitationsschrift. Lit, Münster 1997, ISBN 3-8258-3105-1.
- Dialog zwischen Christen und Muslimen. Referat gehalten beim Symposium „Judentum – Christentum – Islam; was verbindet sie, was unterscheidet sie?“ In: Orientierung. 67. Institut für Weltanschauliche Fragen, Zürich 2003, ISSN 0030-5502, S. 70–72.
- (Hrsg.): Compassion – Außerhalb der Armen kein Heil. Theologische Korrektive im Globalisierungsprozess. Lit, Münster 2009, ISBN 978-3-8258-0435-0.
- Die Armen lieben. Mitte des Charismas Mary Wards. In: Münchener theologische Zeitschrift. 60, 2., St. Ottilien 2009, S. 152–167.
- Theologie und Biografie. Als politische Theologin in El Salvador. In: Concilium. Band 45. Grünewald, Ostfildern-Ruit 2009, ISSN 0588-9804, S. 35–39.
- La pasión por Dios vivida en la com-pasión por las víctimas. Esencia de la vida religiosa. In: Revista Latinoamericana de Teología. 83, 2011, S. 225–236 (online, PDF; 103 kB).
- La autoridad de los que sufren. In: Revista Latinoamericana de Teología. 89, 2013, S. 133–144.